# کانگ هه وون
کانگ هه وون (کره‌ای: 강혜원؛ زادهٔ ۵ ژوئیه ۱۹۹۹) که بیشتر با نام هنری هه‌وون (کره‌ای: 혜원) شناخته می‌شود، خواننده، رپر و بازیگر اهل کره جنوبی است. او قبلاً یکی از اعضای گروه دخترانهٔ کره‌ای–ژاپنی آیز*وان بوده است که از طریق برنامه رقابتی سال ۲۰۱۸ به نام پرودوس ۴۸ شکل گرفته بود.

## اوایل زندگی
کانگ زادهٔ ۵ ژوئیه ۱۹۹۹ در یانگ‌سان، استان گیونگ‌سانگ جنوبی، کره جنوبی است.

## فیلم‌شناسی

### مجموعه تلویزیونی
| سال  | عنوان                       | نقش  | توضیحات              | منابع |
| ---- | --------------------------- | ---- | -------------------- | ----- |
| ۲۰۲۴ | بازیکن ۲: استاد کلاهبرداران | می‌یو | حضور افتخاری، قسمت ۲ | [ ۴ ] |

### مجموعه اینترنتی
| سال  | عنوان             | نقش          | منابع |
| ---- | ----------------- | ------------ | ----- |
| ۲۰۲۲ | بهترین اشتباه ۳   | جین سه هی    | [ ۵ ] |
| ۲۰۲۲ | فصل‌های شکوفه      | یون بو می    | [ ۶ ] |
| ۲۰۲۳ | روزی روزگاری بچگی | کانگ سون هوا | [ ۷ ] |
| ۲۰۲۵ | رقابت دوستانه     | جو یه ری     | [ ۸ ] |

### برنامه تلویزیونی
| سال  | عنوان                        | نقش           | توضیحات     | منابع  |
| ---- | ---------------------------- | ------------- | ----------- | ------ |
| ۲۰۱۸ | پرودوس ۴۸                    | شرکت کننده    | جایگاه هشتم | [ ۹ ]  |
| ۲۰۲۱ | چگونه یک خانواده ساخته می‌شود | گروه بازیگران |             | [ ۱۰ ] |

### برنامه اینترنتی
| سال       | عنوان                          | نقش    | توضیحات | منابع         |
| --------- | ------------------------------ | ------ | ------- | ------------- |
| ۲۰۲۱–۲۰۲۲ | آژانس سفر آدولا: چیت-اینگ تریپ | میزبان | فصل ۱–۲ | [ ۱۱ ] [ ۱۲ ] |

## ویدئوشناسی

### حضور در موزیک ویدئو
| سال  | عنوان            | آرتیست       | مدت  | منابع  |
| ---- | ---------------- | ------------ | ---- | ------ |
| ۲۰۲۱ | «سرگرمی» (Hobby) | پارک جه جونگ | ۳:۴۰ | [ ۱۳ ] |
| ۲۰۲۲ | «وینر» (Winner)  | راوی         | ۳:۱۰ | [ ۱۴ ] |